# Bariumthiocyanat
Bariumthiocyanat (Ba(SCN)2, auch: Bariumrhodanid genannt) ist ein Salz der Thiocyansäure (Rhodanwasserstoffsäure).

## Eigenschaften
Bariumthiocyanat-Trihydrat besteht bei Raumtemperatur aus weißen zerfließlichen und hygroskopischen Kristallen, die an der Luft langsam zerfließen. Es löst sich sehr gut in Wasser, hat aber einen sehr steilen Temperatur-Löslichkeits-Gradienten. Bariumthiocyanat kristallisiert im monoklinen Kristallsystem, Raumgruppe C2/c (Raumgruppen-Nr. 15) mit den Gitterparametern a = 10,188, b = 6,872, c = 8,522 Å und β = 92,43°. Das Anhydrat ist sehr hygroskopisch. Aus wässrigen Lösungen kristallisiert immer das Trihydrat aus. Mit anderen Alkalimetallthiocyanaten bildet es Doppelsalze. Das Trihydrat gibt ab etwa 70 °C Kristallwasser ab, wobei sich zuerst das Dihydrat und später (ab 160 °C) das Anhydrat bildet. Dieses ist bis 447 °C stabil und zersetzt sich dann unter anderem zu Bariumsulfid.

## Herstellung
Herstellen kann man Bariumthiocyanat aus Bariumhydroxid und Ammoniumthiocyanat. Hierbei wird das Ammoniak aus der Lösung bzw. aus dem Gleichgewicht durch Verkochen ausgetrieben. Alternativ kann es auch aus Bariumhydroxid oder Bariumcarbonat und Thiocyansäure hergestellt werden.
{\displaystyle \mathrm {Ba(OH)_{2}+2\ NH_{4}SCN\longrightarrow Ba(SCN)_{2}+2\ NH_{3}\uparrow +\ 2\ H_{2}O} }
{\displaystyle \mathrm {Ba(OH)_{2}+2\ HSCN\longrightarrow Ba(SCN)_{2}+2\ H_{2}O} }
{\displaystyle \mathrm {BaCO_{3}+2\ HSCN\longrightarrow Ba(SCN)_{2}+H_{2}O+CO_{2}\uparrow } }
Einkristalle können durch Metathese von Natriumthiocyanat und Bariumchlorid dargestellt werden. Bariumthiocyanat wurde zuerst von Berzelius synthetisiert, der Bariumhexacyanidoferrat(II)  mit Schwefel röstete.

## Verwendung
Bariumthiocyanat wird zur bequemen Darstellung anderer Thiocyanate verwendet, z. B. Cobalt(II)-thiocyanat.
{\displaystyle \mathrm {CoSO_{4}+Ba(SCN)_{2}\longrightarrow BaSO_{4}\downarrow +\ Co(SCN)_{2}} }
Es wurde auch in der Farbstoffindustrie und der Fotografie verwendet.

## Externe Links zu erwähnten Verbindungen
1. ↑  Externe Identifikatoren von bzw. Datenbank-Links zu Bariumhexacyanidoferrat(II):  CAS-Nr.: 13821-06-2, EG-Nr.: 237-507-3, ECHA-InfoCard: 100.034.084, PubChem: 44145648, ChemSpider: 28560022, Wikidata: Q15628137.